# Лаймъяла
Ла́ймъяла (эст. Laimjala) — деревня в волости Сааремаа уезда Сааремаа, Эстония.
До реформы местных самоуправлений 2017 года входила в состав волости Лаймъяла и была её  административным центром.

## География и описание
Расположена острове Сааремаа, у шоссе Курессааре—Куйвасту. Расстояние до волостного и уездного центра — города Курессааре — 21 км. Высота над уровнем моря — 13 метров.
Климат умеренный. Официальный язык — эстонский. Почтовый индекс — 94401.

## Население
По данным переписи населения 2021 года, в Лаймъяла проживали 89 человек, из них 88 (98,9 %) — эстонцы.
Численность населения деревни Лаймъяла по данным переписей населения:
| Год  | 1959 | 1970  | 1979  | 1989  | 2000  | 2011  | 2021 |
| ---- | ---- | ----- | ----- | ----- | ----- | ----- | ---- |
| Чел. | 78   | ↗ 106 | ↗ 188 | ↘ 147 | ↘ 129 | ↘ 108 | ↘ 89 |

## История
В письменных источниках 1645 год упоминается Laidmell, Laydmell, Laudeuel, 1731 и 1798 годов — Laimjall. 
Во второй половине XVII века на территории современной деревни Лаймъяла была основана мыза (в 1645 году упоминается как Gustavsdahl, позже — нем. Laimjall). После земельной реформы 1919 года на землях мызы возникла деревня Аавику (эст. Aaviku), в 1977 году переименованная в Лаймъяла. В 1997 году южная часть деревни Лаймъяла была отделена в самостоятельную деревню Аавику. 
В Лаймъяла находится дом детства Деборы Вааранди. Раннее детство будущая поэтесса провела в Сайкла прихода Пёйде — родной деревне своей матери, затем отец Деборы, Юлиан Трулл, купил дом в Лаймъяла, куда его семья и переехала.
В советское время в деревне располагалась центральная усадьба колхоза «Лаймъяла».

## Достопримечательности
На территории деревни расположен мызный ансамбль, построенный в начале XIX века, когда мызой Лаймъял владело семейство Нолькенов. Главное здание мызы, парк и каретник-конюшня внесены в Государственный регистр памятников культуры Эстонии.

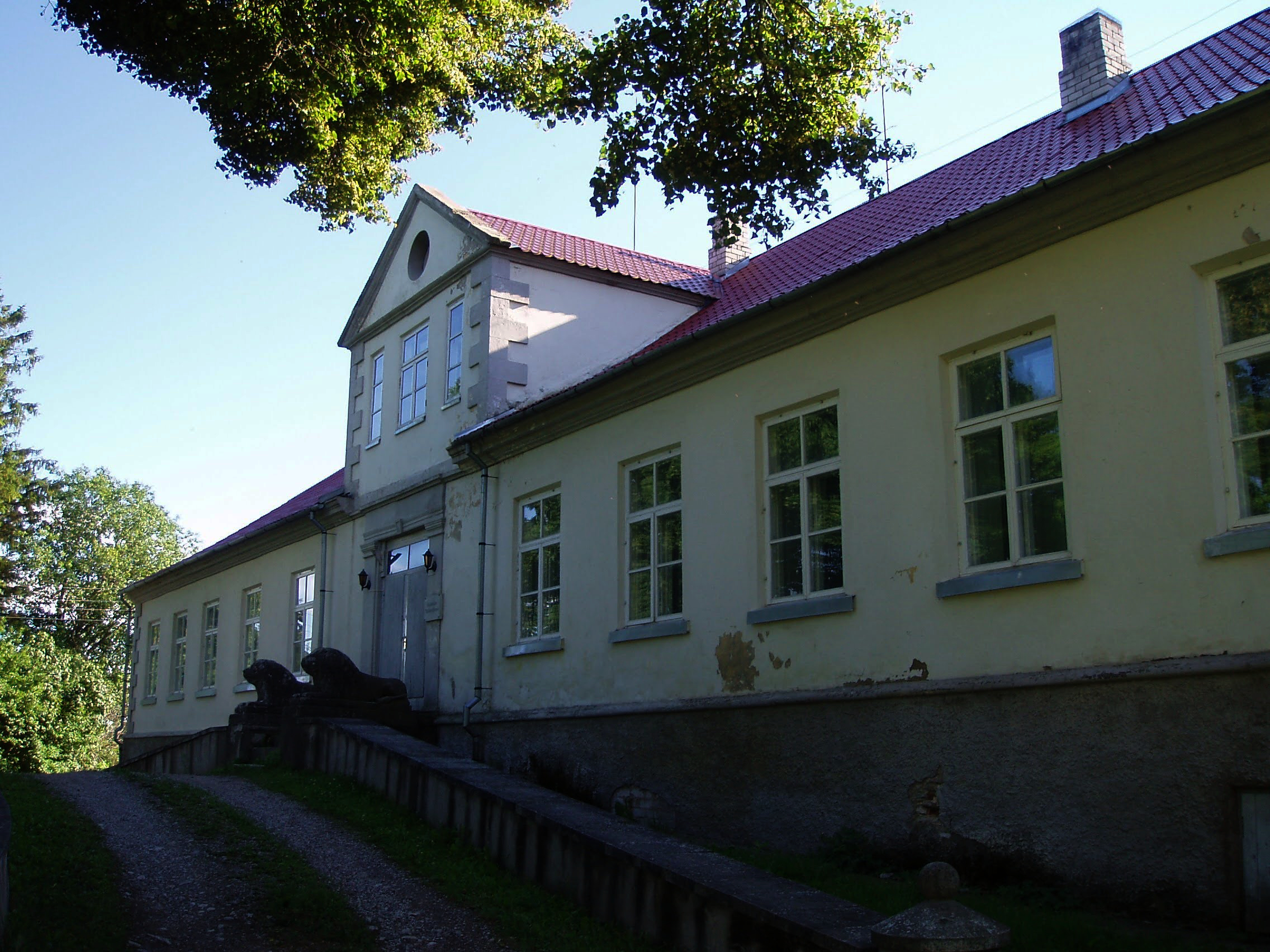
Главное здание мызы Лаймъяла в 2005 году
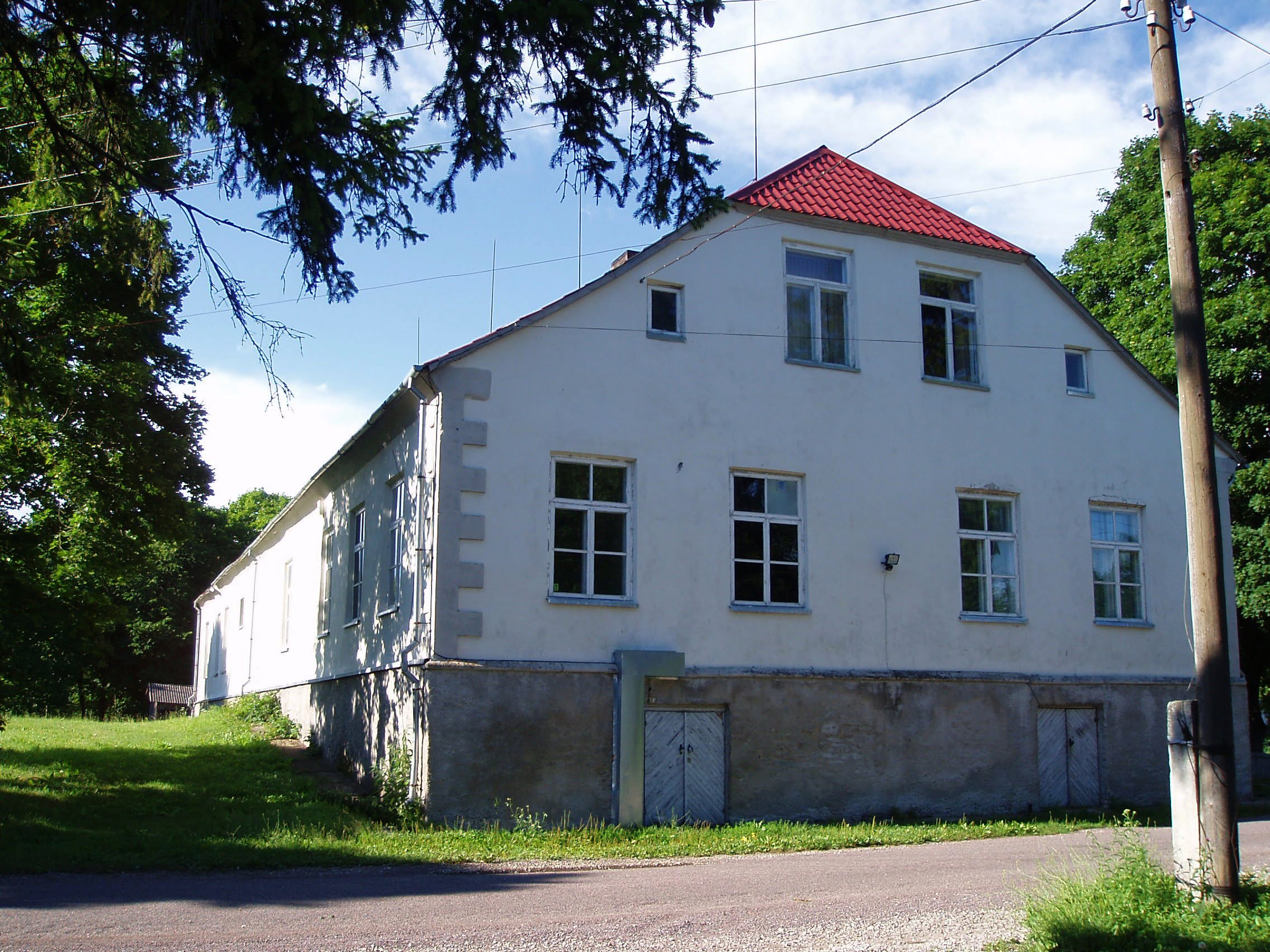
Торец главного здания мызы Лаймъяла

## Комментарии
1. ↑  Эстонские топонимы, оканчивающиеся на -а, не склоняются и не имеют женского рода (исключение — Нарва)[8].